# Alberto Vigevani
Alberto Vigevani (Milà, 1 d'agost de 1918 - Milà, 23 de febrer de 1999) fou un escriptor i editor italià del segle xx.

## Biografia
Alberto Vigevani va néixer a Milà el 1918 en una família jueva. Escriptor, poeta, llibreter, antiquari i editor. Des de jove es va dedicar al teatre i a la crítica. Opositor al règim es va iniciar amb Anceschi, De Grada, Sereni, Treccani en el moviment i la revista Corrente i més tard també a Milà amb Remo Cantoni va fundar la llibreria La Lampada, lloc de trobada antifeixista.Vigevani va publicar la seva primera novel·la 'Erba d'infanzia' el 1943. Es va haver d'exiliar a Lugano entre el 1943 i 1945 on va dirigir el suplement literari del diari socialista Libera Stampa. Va fundar la llibreria antiquaria Il Polifilo i el 1959 l'editorial milanesa del mateix nom. Va morir a Milà el 23 de febrer del 1999. Va publicar, entre d'altres, les novel·les Estate al lago (Un estiu al llac) (Milà, 1958), Le foglie di San Siro (Milà, 1962), Un certo Ramondès (Milà, 1966), L'invenzione (Florència, 1970), La breve passeggiata (Milà, 1994), el recull de relats Fine delle domeniche (Florència, 1973) i els reculls de poesia Anche le più lievi (Milà, 1985) i L'esistenza (Milà, 1993).

## Obres

### Narrativa
- Erba d'infanzia, Florència, 1943;
- I compagni di settembre, Lugano, 1944;
- La fidanzata,Milà, 1947;
- Estate al lago (Un estiu al llac), Milà 1958;
- Giovinezza di Andrea, Florència, 1959;
- La reputazione, Milà, 1961;
- Le foglie di San Siro, Milà, 1962;
- Un certo Ramondès, Milà, 1966
- L'invenzione, Florència, 1970 (Premi Bagutta);
- Fine delle domeniche, Florència, 1973
- Il grembiule rosso, Milà, 1975;
- La Lucia dei Giardini, Milà, 1977;
- Fata morgana, Milà, 1978;
- All'ombra di mio padre, Milà, 1984;
- Un'educazione borghese, Milà, 1987;
- La breve passeggiata, Milà, 1994

### Reculls de Poesia
- Anche le più lievi, Milà, 1985
- L'esistenza, Milà, 1993

### Edicions pòstumes
- La febbre dei libri: memorie di un libraio bibliofilo, Palermo 2001

### Traduccions al català
- Un estiu al llac, traducció d'Anna Casassas (Quaderns Crema) (2009)

Giacomo, el protagonista de l'obra és el fill petit d'una família de la gran burgesia milanesa, un noi introvertit i solitari que passa l'estiu dels seus catorze anys a la riba del Llac de Como on es trobarà amb la descoberta en el desig sexual (la criada Emilia) i l'amor platònic envers la misteriosa figura de la mare de l'Andrew, un nen malaltís. "És un clàssic perquè apel·la l'essència i no a l'anècdota, i això el fa intemporal" Ens trobem amb un acurat retrat psicològic del protagonista, descripció dels personatges que l'acompanyen i el dibuix atent que fa Vigevani del paisatge de la zona.